# Kazu Naoki
Kazu Naoki (直木 和 Naoki Kazu?,  23 de marzo de 1918 - 1945) fue un futbolista japonés que se desempeñaba como delantero.
En 1940, Naoki jugó para la selección de fútbol de Japón.

## Trayectoria

### Selección nacional
| Selección | País  | Año  |
| --------- | ----- | ---- |
| Absoluta  | Japón | 1940 |

## Estadística de equipo nacional
| Selección de Japón | Selección de Japón | Selección de Japón |
| Año                | Part.              | Goles              |
| ------------------ | ------------------ | ------------------ |
| 1940               | 1                  | 0                  |
| Total              | 1                  | 0                  |